# Флаги Африки

Это список международных и государственных флагов, используемых в Африке.

## Международные организации
| Флаг | Утвержден | Организация                                       | Описание |
| ---- | --------- | ------------------------------------------------- | --- |
|      | 2010      | Флаг Африканского союза                           | Флаг представляет собой зелёное полотнище, на котором изображён африканский континент. |
|      | 2008      | Флаг Восточноафриканского сообщества              | |
|      | 1945 —    | Флаг Лиги арабских государств                     | Флаг представляет собой зелёное полотно, с печатью Лиги арабских государств по центру. Двадцать звеньев в общей цепи представляют двадцать членов Лиги на время принятия флага. |
|      | 1970 —    | Флаг Организации стран — экспортёров нефти (ОПЕК) | Флаг представляет собой голубое полотнище, на котором в центре расположены стилизованные латинское буквы белого цвета, с названием организации. |
|      | 2011 —    | Флаг Организации исламского сотрудничества        | Флаг представляет собой белое полотнище с зелёным полумесяцем, рогами вправо, обрамляющим схематический земной шар с параллелями и меридианами, в центре которого изображена чёрная Кааба. Полумесяц и зелёный цвет — символы ислама. Флаг принят в 2011 году вместе со сменой названия организации, заменив предыдущий флаг. |
|      | —         | Флаг Сообщества развития Юга Африки               | |

## Флаги государств
| Флаг | Утвержден          | Использование                                            | Описание |
| ---- | ------------------ | -------------------------------------------------------- | --- |
|      | 1962 —             | Флаг Алжира                                              | Флаг представляет собой ширину тёмно-зелёного и белого цвета, состоит из двух вертикальных полос. В центре расположены красные пятиконечная звезда и полумесяц. |
|      | 1975 —             | Флаг Анголы                                              | Прямоугольное полотнище представляет собой из двух горизонтальных полос: верхней — ярко-красной и нижней — чёрного цвета. В центре расположена композиция состоящая из сегмента шестерни, мачете и пятиконечной звезды. |
|      | 1958 — 1975 1991 — | Флаг Бенина                                              | Флаг представляет собой прямоугольное полотнище с двумя горизонтальными полосами жёлтого и красного цветов (сверху вниз) и вертикальной полосой у древка зелёного цвета. |
|      | 1966 —             | Флаг Ботсваны                                            | Флаг представляет собой голубой с чёрной горизонтальной полосой по центру, с белой каймой. Полосы в соотношении 9:1:4:1:9. |
|      | 1984 —             | Флаг Буркина-Фасо                                        | Прямоугольное полотнище представляет собой из двух равновеликих горизонтальных полос: верхней — красной и нижней — зелёного цвета. В центре расположена жёлтая пятиконечная звезда. |
|      | 1982 —             | Флаг Бурунди                                             | Флаг представляет собой вид прямоугольника, состоящего из красного, зелёного цветов. Полотнище по диагоналям пересекает белый крест, соединяющийся в центре в виде окружности, а красный и зелёный цвета делит на четыре части – по две на каждый цвет: красные сверху и снизу, зелёные справа и слева. В центре флага в его белом кругу изображены три шестиконечные звезды красного цвета с зелёным контуром. |
|      | 1960 —             | Флаг Габона                                              | Флаг представляет собой прямоугольное полотнище разделённое на три равновеликих горизонтальных полосы зелёного, жёлтого и синего цветов. |
|      | 1965 —             | Флаг Гамбии                                              | Флаг представляет собой полотнище с тремя горизонтальными полосами, средняя полоса окантована двумя белыми узкими полосами, верхняя полоса — красного цвета, средняя — синего, нижняя — зелёного. |
|      | 1957— 1964 1966 —  | Флаг Ганы                                                | Флаг состоит из красной, жёлтой и зелёной полос. В центре находится чёрная пятиконечная звезда. |
|      | 1958 —             | Флаг Гвинеи                                              | Флаг представляет собой прямоугольное полотнище, состоящее из трёх вертикальных равновеликих полос: красной — у древкового края, жёлтой — в середине, и зелёной — у свободного края полотнища. В соотношении 2:3. |
|      | 1973 —             | Флаг Гвинеи-Бисау                                        | Флаг с широкой вертикальной красной полосой у древкового края и двумя горизонтальными равновеликими полосами — жёлтой и зелёной в остальной части полотнища. В середине красной полосы изображена чёрная пятиконечная звезда как символ африканского континента и его чернокожего народа, свободы и мира. |
|      | 1977 —             | Флаг Джибути                                             | Флаг представляет собой прямоугольное полотнище, состоящее из двух равновеликих горизонтальных полос: верхней — синей и нижней — зелёного цвета. По середине находится белый треугольник с красной пятиконечной звездой. |
|      | 1984 —             | Флаг Египта                                              | Флаг представляет собой триколор с горизонтально размещёнными равновеликими полосами красного, белого и чёрного цветов. В центре флага на белой полосе помещён т. н. «орёл Саладина». В соотношении 2:3. |
|      | 1964 —             | Флаг Замбии                                              | Прямоугольное полотнище с соотношением сторон 2:3. Основной цвет ярко-зелёный. В правом нижнем углу – вертикальный триколор из равновеликих полос красного, чёрного и оранжевого цветов. В центре находится золочёная птица |
|      | 1980 —             | Флаг Зимбабве                                            | Флаг Зимбабве представляет собой полотнище с семью горизонтальными полосами в следующей очерёдности: зелёная, жёлтая, красная, чёрная, красная, жёлтая, зелёная полосы. В левой части полотнища — белый равносторонний треугольник, одна из сторон которого совпадает с левой стороной флага. Две из сторон обрамлены в чёрный цвет. В треугольнике находится изображение золотистой «птицы Зимбабве» (резная статуэтка из стеатита, найденная в руинах Большого Зимбабве), на заднем плане которой — пятиконечная красная звезда. |
|      | 1992 —             | Флаг Кабо-Верде                                          | Флаг состоит из пяти горизонтальных полос — синей, белой, красной, белой и синей в соотношении между собой как 6:1:1:1:3. Поверх полос ближе к древку по окружности с радиусом в 1/4 ширины флага расположены десять жёлтых пятиконечных звёзд. Центр окружности находится на осевой линии красной полосы и отстоит от древкового края полотнища на 3/8 длины флага. |
|      | 1975 —             | Флаг Камеруна                                            | Флаг представляет собой комбинацию (зелёного, жёлтого, красного), расположенных вертикально. В центре располагается жёлтая пятиконечная звезда. |
|      | 1989 —             | Флаг Канарских островов (Испания)                        | Флаг представляет собой вертикальный триколор, состоящий из трёх равных полос — белой, синей и жёлтой. Государственный флаг несёт также герб на центральной полосе. |
|      | 1963 —             | Флаг Кении                                               | Флаг состоит из трёх горизонтальных полос чёрного, красного и зелёного цветов, разделённых между собой двумя белыми горизонтальными полосами. В центральной части флага находится изображение красно-бело-чёрного щита африканского народа масаи, а за ним — изображение двух белых перекрещенных копий. |
|      | 2002 —             | Флаг Комор                                               | Флаг представляет триколор состоящий из четырёх цветов (жёлтого, белого, красного и синего). В середине находится зелёный треугольник рядом на нём изображён полумесяц и четыре пятиконечные звёзды. |
|      | 2006 —             | Флаг Демократической Республики Конго                    | Флаг представляет собой небесно-голубое полотнище с жёлтой пятиконечной звездой в верхнем левом углу и диагональной красной полосой, окаймлённой жёлтым. |
|      | 1959 — 1969 1991 — | Флаг Республики Конго                                    | Флаг представляет собой три горизонтальные полосы зелёного, жёлтого и красных цветов. |
|      | 1959 —             | Флаг Кот-д’Ивуара                                        | Флаг представляет собой прямоугольное полотнище с тремя вертикальными полосами оранжевого, белого и зелёного цветов. |
|      | 2006 —             | Флаг Лесото                                              | Флаг состоит из трёх горизонтальных полос: синей, белой и зелёной. Ширина полос соотносится между собой как 3:4:3. В центре белой полосы помещено чёрное изображение мокоротло (традиционного головного убора басуто), высота которого составляет 92 % ширины белой полосы. |
|      | 1947 —             | Флаг Либерии                                             | флаг напоминает флаг США и состоит из 11 полос (6 красных и 5 белых) и синего поля с белой звездой. |
|      | 1951 — 1969 2011 — | Флаг Ливии                                               | Флаг представляет собой красно-чёрно-зелёное полотнище с белым полумесяцем и звездой посередине. |
|      | 1968 —             | Флаг Маврикия                                            | Флаг представляет собой прямоугольное полотнище, состоящее из четырёх горизонтальных равновеликих полос: красной, синей, жёлтой и зелёной. |
|      | 2017 —             | Флаг Мавритании                                          | Флаг представляет собой прямоугольное полотнище зелёного цвета с красными полосами вверху и внизу, в центре которого горизонтально расположенный полумесяц и пятиконечная звезда над ним жёлтого цвета. |
|      | 1958 —             | Флаг Мадагаскара                                         | Флаг представляет собой прямоугольное полотнище с двумя горизонтальными полосами красного и зелёного цветов (сверху вниз) и вертикальной полосой у древка белого цвета. |
|      | 1978 —             | Флаг Мадейры (Португалия)                                | Флаг представляет собой прямоугольное полотнище с соотношением сторон 2:3, разделённое на три вертикальные полосы равной ширины. Полосы с краёв имеют синий цвет, центральная полоса — жёлтый (золотой). На центральной полосе изображён крест ордена Христа. |
|      | —                  | Флаг Майотты (Франция)                                   | Флаг представляет собой — белое поле с изображением двух морских коньков, удерживающих щит, разделённый на синее поле с изображением белого полумесяца и красное поле с изображением двух золотых шестиконечных звёзд, и девизом «Ra Hachiri». |
|      | 1964 — 2010 2012 — | Флаг Малави                                              | Флаг представляет собой прямоугольное полотнище с тремя горизонтальными полосами чёрного, красного и зелёного цветов. В середине чёрной полосы изображено красное солнце с 31 лучом. |
|      | 1961 —             | Флаг Мали                                                | Флаг представляет собой прямоугольное полотнище с тремя вертикальными полосами зелёного, жёлтого и красных цветов. |
|      | 1915 —             | Флаг Марокко                                             | Флаг представляет собой красный стяг пропорцией 2:3, в центре которого находится пятиконечная звезда зелёного цвета, вписанная в круг диаметром 19/45 ширины флага. |
|      | 1995 —             | Флаг Мелильи (Испания, автономный город Мелилья)         | Флаг представляет собой голубое полотно с гербом города в центре. |
|      | 1983 —             | Флаг Мозамбика                                           | Флаг имеет пять цветов: красный, зелёный, чёрный, золотисто-жёлтый и белый. От древка расположены горизонтально зелёный, чёрный и золотисто-жёлтый поперечные пояса. В центре красного треугольника расположена звезда, в которой на раскрытой книге помещены положенные накрест оружие и мотыга. |
|      | 1990 —             | Флаг Намибии                                             | Флаг представляет собой прямоугольное полотнище, состоящее из двух прямоугольных треугольников — синего вверху слева и зелёного внизу справа, разделённых красной диагональной полосой, проходящей из левого нижнего угла полотнища в правый верхний угол и обрамлённой двумя узкими белыми полосами. |
|      | 1959 —             | Флаг Нигера                                              | Флаг представляет собой триколор из трёх цветов оранжевого, белого и зелёного. В центре находится оранжевый круг. |
|      | 1960 —             | Флаг Нигерии                                             | Флаг представляет собой прямоугольное полотнище с двумя вертикальными полосами зелёного цвета по краям и с белой полосой по центру. |
|      | —                  | Флаг Реюньона (Франция)                                  | Флаг Французского владения представляет собой прямоугольное полотнище с тремя вертикальными полосами синего, белого и красного цветов. |
|      | 2001 —             | Флаг Руанды                                              | Флаг имеет три цвета: верхняя половина флага синяя, нижняя половина поделена вдоль на две равные части — жёлтый над зелёным. В правом углу синей полосы изображено солнце с лучами. |
|      | 1975 —             | Флаг Сан-Томе и Принсипи                                 | Флаг представляет собой четырёхцветное полотнище. На флаге есть две полосы зелёного цвета и одна жёлтого цветов с красным треугольником у древка. На жёлтой полосе размещены две пятиконечные звезды |
|      | 1976 —             | Флаг Сахарской Арабской Демократической Республики       | Флаг представляет прямоугольное полотнище с тремя горизонтальными полосами чёрного, белого, зелёного (сверху вниз) цветов с красным треугольником у древка. |
|      | 1984 —             | Флаг Острова Святой Елены, Вознесения и Тристан-да-Кунья | Флаг представляет собой синее полотнище с соотношением сторон 1:2, в левом верхнем углу изображён флаг Великобритании, в правой половине отцентрирован герб Острова Святой Елены. На нём изображён корабль и птица-проволочник — эндемик островов. |
|      | 1996 —             | Флаг Сейшельских островов                                | Флаг представляет собой пять полос, синего, жёлтого, красного, белого и зелёного исходящих из нижнего угла у древка вверх и в сторону. |
|      | 1960 —             | Флаг Сенегала                                            | Флаг представляет собой три равные полосы зелёного, жёлтого и красного цветов с зелёной пятиконечной звездой по центру. |
|      | 1995 —             | Флаг Сеуты (Испания, автономный город Сеута)             | Флаг представляет собой четыре прямоугольника, разделённые по диагонали на чёрные и белые треугольники. В центре флага изображён городской герб. |
|      | 1960 —             | Флаг Сомали                                              | Флаг представляет из себя голубое полотнище с белой пятиконечной звездой по центру. |
|      | 1970 —             | Флаг Судана                                              | Флаг состоит из трёх горизонтальных полос одинаковой ширины (красного, белого и чёрного цвета), поверх которых слева наложен зелёный треугольник. |
|      | 1961 —             | Флаг Сьерра-Леоне                                        | Флаг состоит из трёх горизонтальных равновеликих полос зелёного, белого и синего цветов. |
|      | 1964 —             | Флаг Танзании                                            | Флаг представляет собой прямоугольное полотнище с восходящей чёрной диагональной полосой, верхний треугольник у древка зелёного цвета, нижний треугольник у свободного края полотнища — синего цвета. Чёрная диагональная полоса и треугольники отделены тонкими жёлтыми полосками. Отношение ширины флага к его длине — 2:3. Ширина чёрной полосы составляет 13/48 ширины флага, ширина каждой жёлтой полоски равна 1/16 ширины флага.                                                                                            |
|      | 1960 —             | Флаг Того                                                | Флаг представляет собой три зелёных и три жёлтых полосы, и красного поля с белой пятиконечной звездой. |
|      | 1999 —             | Флаг Туниса                                              | Флаг представляет собой прямоугольное полотнище красного цвета с отношением сторон 2:3. В центре полотнища в белом круге размещается красный полумесяц, окружающий с трёх сторон красную пятиконечную звезду. |
|      | 1962 —             | Флаг Уганды                                              | На флаге изображены шесть полос одинаковой ширины в следующем порядке (сверху): чёрный, жёлтый, красный, чёрный, жёлтый, красный. В центре флага расположен белый круг с изображением национального символа — восточного венценосного журавля. |
|      | 1958 —             | Флаг Центральноафриканской республики                    | Флаг представляет собой четыре полосы синего, белого, зелёного, жёлтого и красного по середине, от неё расположена жёлтая пятиконечная звезда. |
|      | 1959 —             | Флаг Чада                                                | Флаг состоит из трёх вертикальных полос: синей, жёлтой и красной. Очень похож на флаги Румынии Молдавии и Андорры. |
|      | 1968 —             | Флаг Экваториальной Гвинеи                               | Флаг представляет собой прямоугольное полотнище, состоящее из трёх горизонтальных полос равной ширины - зелёной, белой и красной и голубого равнобедренного треугольника, основание которого совмещено с древковым краем флага. В центре расположен герб самой республики. |
|      | 1995 —             | Флаг Эритреи                                             | Флаг состоит из трёх треугольников: красного равнобедренного треугольника с основанием, совпадающим с левой стороной флага, и двух прямоугольных треугольников зелёного и синего цветов, гипотенузы которых одновременно являются сторонами красного равнобедренного треугольника. В красном треугольнике находится изображение трёх веток оливкового дерева. |
|      | 1967 —             | Флаг Эсватини                                            | Представляет собой полотнище с пятью горизонтальными полосами; по порядку сверху, голубой, жёлтой, красной, жёлтой и голубой. На центральной, красной полосе изображены два копья и посох, поверх них африканский щит. Посох и щит украшены injobo — декоративными кисточками; изображённые на флаге injobo из птичьих перьев обозначают короля. |
|      | 1996 —             | Флаг Эфиопии                                             | Представляет собой прямоугольное полотнище из трёх равновеликих горизонтальных полос: верхней — зелёного, средней — жёлтого и нижней — красного цвета. В центре флага расположен сам герб, представляющий собой золотую пятиконечную звезду с пятью расходящимися от неё лучами в голубом круглом щите. Отношение ширины флага к его длине 1:2. |
|      | 1994 —             | Флаг Южно-Африканской Республики                         | Флаг соединяет цвета белых колонистов (белый, красный, синий) и Африканского национального конгресса (чёрный, зелёный, жёлтый), который пришёл к власти в 1994 году и представлял интересы небелого населения. |
|      | 2005 —             | Флаг Южного Судана                                       | Флаг представляет собой прямоугольное полотнище с соотношением сторон 1:2, состоящее из трёх горизонтальных полос чёрного, красного и зелёного цветов, разделённых между собой двумя белыми горизонтальными полосами, что делает его похожим на флаг Кении. У древка расположен равносторонний треугольник синего цвета, в центре которого изображена золотая звезда. |